# HMS Vengeance (S31)
Pour les autres navires du même nom, voir HMS Vengeance.
Pour les articles homonymes, voir Vengeance (homonymie) et S31.
Le SNLE Vengeance (S31) de la Royal Navy est le dernier lancé des 4 sous-marin de la classe Vanguard.

## Historique
Il effectue du 29 août 2023 et 17 mars 2024 une patrouille d'une durée record de deux cent un jours sans retourner à terre. Ce sous-marin a battu son propre record de quatre-vingt-quinze jours.

## Électronique
Il comprend les systèmes suivants : 
- 1 radar de navigation Kelvin Hughes Type 1007
- 1 suite sonar TMSL Type 2054
- 1 contrôle d'armes BAe Systems SMCS
- 1 système de combat BAe Systems SMCS
- 2 lance leurres torpille SSE mk.10
- 1 détecteur radar Racal UAP.3
- 1 périscope Pilkington Optronics CK.51
- 1 périscope Pilkington Optronics CH.91